# Dylan DeMelo
Dylan DeMelo (* 1. Mai 1993 in London, Ontario) ist ein kanadischer Eishockeyspieler, der seit Februar 2020 bei den Winnipeg Jets aus der National Hockey League (NHL) unter Vertrag steht und dort auf der Position des Verteidigers spielt. Zuvor war DeMelo bereits für die San Jose Sharks und Ottawa Senators in der NHL aktiv.

## Karriere
DeMelo spielte zunächst von 2010 bis 2012 bei den Mississauga St. Michael’s Majors in der Ontario Hockey League. Während dieser Zeit wurde er im NHL Entry Draft 2011 in der sechsten Runde an 179. Stelle von den San Jose Sharks aus der National Hockey League ausgewählt. Diese nahmen ihn schließlich im April 2012 unter Vertrag und setzten ihn am Saisonende 2011/12 in der American Hockey League bei den Worcester Sharks ein.
Für die Spielzeit 2012/13 kehrte er in die OHL zurück, um dort für das inzwischen in Mississauga Steelheads umbenannte Franchise aufzulaufen. Am Ende der Saison wurde er in Third All-Star-Team der OHL gewählt. Zum Spieljahr 2013/14 wechselte er fest in die AHL zu den Worcester Sharks, wo er die folgenden beiden Jahre verbrachte. Zur Saison 2015/16 schaffte er den Sprung in den NHL-Kader der San Jose Sharks. Dort kam er zunächst als siebter Verteidiger nur zu spärlichen Einsatzzeiten, ehe er sich in der Folge als Stammspieler etablierte.
Nach der Saison 2017/18 wurde sein auslaufender Vertrag bei den Sharks zunächst nicht verlängert, sodass er im Juli 2018 zunächst als Free Agent galt. Er wurde dann jedoch erneut von San Jose unter Vertrag genommen.
Nach fünf Jahren bei den Sharks wurde DeMelo im September 2018 samt Chris Tierney, Rūdolfs Balcers, Nachwuchsspieler Josh Norris sowie einer Reihe von Wahlrechten für den NHL Entry Draft an die Ottawa Senators abgegeben. Im Gegenzug wechselten Erik Karlsson und Francis Perron zu den Sharks. In Ottawa war der Verteidiger in der Folge bis Februar 2020 aktiv, als er im Tausch für ein Drittrunden-Wahlrecht im NHL Entry Draft 2020 zu den Winnipeg Jets wechselte. Dort unterzeichnete er im Oktober 2020 einen neuen Vierjahresvertrag, der ihm ein Gesamtgehalt von zwölf Millionen US-Dollar einbringen soll.

## Erfolge und Auszeichnungen
- 2013 OHL Third All-Star Team

## Karrierestatistik
Stand: Ende der Saison 2024/25
(Legende zur Spielerstatistik: Sp oder GP = absolvierte Spiele; T oder G = erzielte Tore; V oder A = erzielte Assists; Pkt oder Pts = erzielte Scorerpunkte; SM oder PIM = erhaltene Strafminuten; +/− = Plus/Minus-Bilanz; PP = erzielte Überzahltore; SH = erzielte Unterzahltore; GW = erzielte Siegtore; 1 Play-downs/Relegation; Kursiv: Statistik nicht vollständig)